# Ядвіга Смосарська
Ядвіга Смосарська (пол. Jadwiga Filipina Smosarska; 23 вересня 1898, Варшава — 1 листопада 1971, Варшава) — польська актриса.

## Життєпис

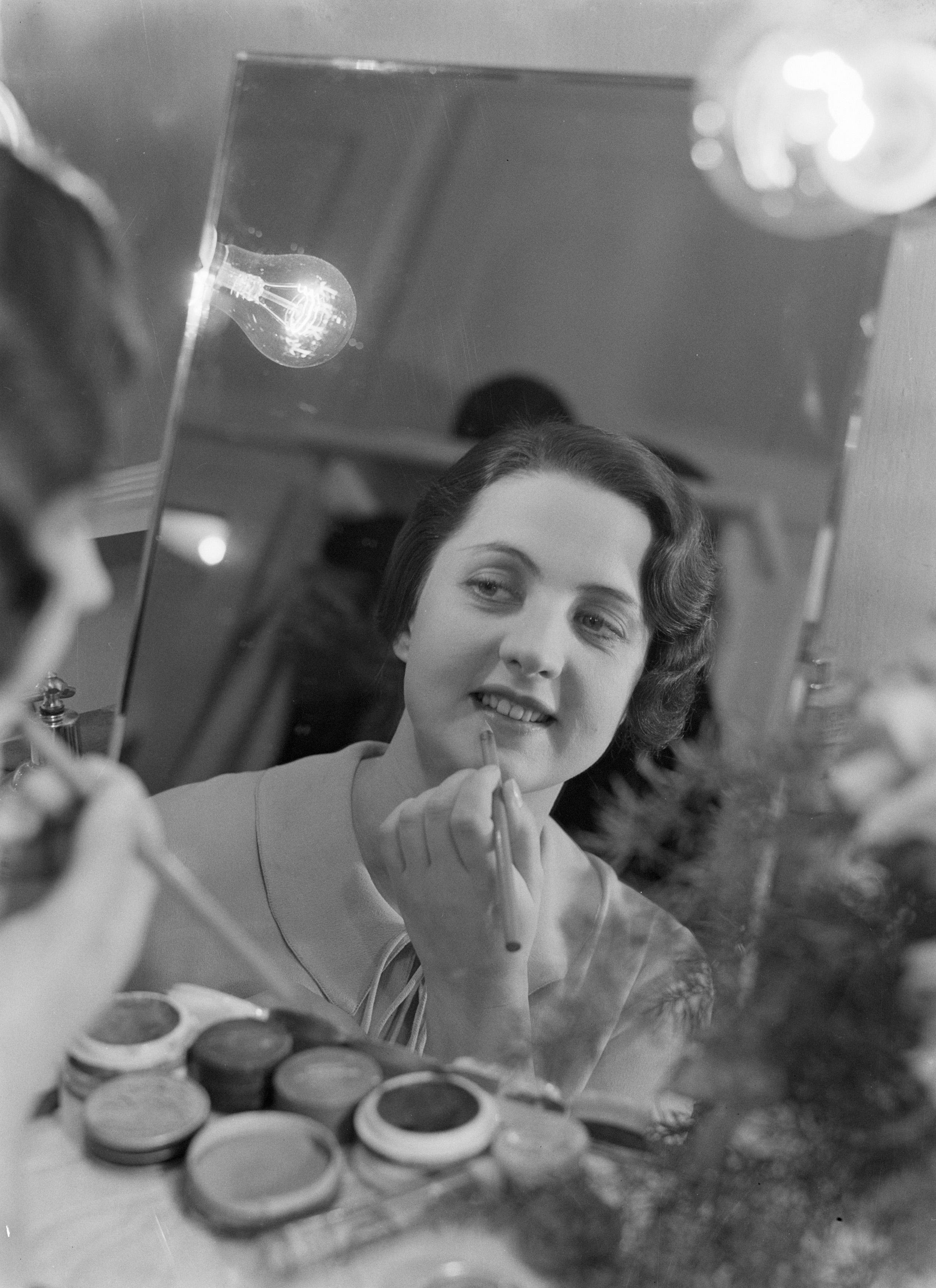
Ядвіга у гримерній

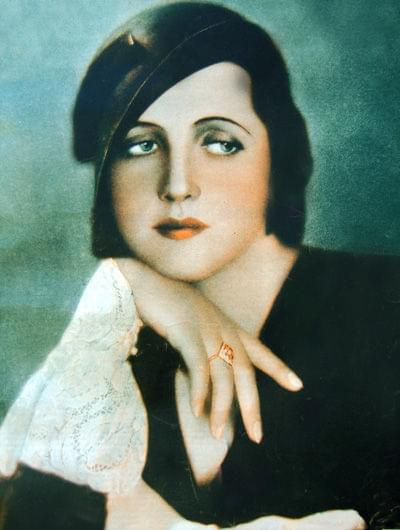
Ядвіга у молоді роки

Ядвіга народилась у Варшаві, виховувалась у Юрках, її батько працював управителем маєтку чоловіка своєї сестри. 1905 року переїжджає з батьками до Варшави. Вивчає акторське мистецтво у Варшавській драматичній школі.
Вперше вийшла на сцену театру 1918 року, а 1919-го отримала першу роль у незакінченому фільмі «Для щастя». Інші фільми, у яких грала Ядвіга, переважно були патріотичними стрічками і мелодрамами (наприклад: «Героїзм польського скаута», «Орлятко», «Диво над Віслою», «Таємниця трамвайної зупинки», «Івонка»). Більшість з цих фільмів була з часом втрачена.
Також акторка виступала на сцені театру ім. Юліуша Словацького у Кракові, Міському театрі Бидгощу, у Малому театрі Львову, в Національному театрі Варшави. 1930 року брала уроки співу, готууючись таким чином до приходу звукового кіно. Першим фільмом зі звуком, де зіграла Ядвіга, став патріотичний фільм «На Сибір» Генрика Шаро (1930).

Нова епоха звукового кіно принесла акторці ще більшу популярність. Завдяки фільмам «Чи Люцина — то дівчина?» Юліуша Гардана (1934), «Дві Йоасі» (1935) і «Ядзя» (1936) Мєчислава Кравіча, а також «Барбара Радзивілівна» Юзефа Лейтеса Ядвіга стала найвідомішою акторкою польського екрану. Згодом Смосарська вийшла заміж за інженера Зигмунта Протасевича.
Остання роль Смосарської — історична комедія «Улан князя Юзефа» Конрада Тома 1937 року. Після початку Другої світової війни сім'я Протасевичів через Литву, Швецію, Норвегію переїхала до США. Там Ядвіга виступала перед місцевими польськими емігрантами і у Польському театрі митців. Брала участь у показах своїх фільмів.
1958 року приїхала до Варшави, де на неї чекав теплий прийом. Протягом наступних приїздів до Польщі акторка не розголошувала, приїжджаючи анонімно. Згодом Протасевичі повернулись до Польщі.
1966 року придбали у Варшаві житло, але так і не встигли там поселитись. Ядвіга померла 1 листопада 1971 року, її поховано на Алеї заслужених на Повонзковському цвинтарі.

## Фільмографія
- 1919 — За щастя
- 1920 — Героїзм польського скаута
- 1921 — Чудо на Віслі
- 1922 — Таємниця трамвайної зупинки
- 1922 — Постріл
- 1922 — Kizia
- 1923 — Раба любові
- 1924 — Що не говорить
- 1925 — Iwonka
- 1926 — Leper
- 1927 — Посмішка долі / Uśmiech losu
- 1927 — Земля обітована
- 1928 — Таємниця старої сім'ї
- 1929 — Яд
- 1930 — У Сибіру
- 1932 — Княгина Ловицька
- 1932—1914
- 1933 — Прокурор Аліція Горн
- 1934 — Чи Люцина дівчинка?
- 1935 — Дві Іоасі
- 1936 — Джекі
- 1936 — Барбара Радзивілл
- 1937 — Принц Джозеф Улан
- 1937 — Я збрехав
- 1939 — Перевернуте життя (незакінчений фільм)